# 랠프 엘리슨
랠프 월도 엘리슨(Ralph Waldo Ellison, 1914년 3월 1일 ~ 1994년 4월 16일)은 미국의 흑인 작가이며, 1952년에 발간된 그의 소설 <투명 인간>에 의하여 유명해졌고 이로 인하여 1953년 내셔널 북 어워드(전미도서상)를 수상하였다.
오클라호마 시에서 출생하여 자란 그는 남부의 보수적 흑인 대학에서 퇴학을 당하였으며, 뉴욕으로 건너가 더 나은 직업을 찾기 시작하였다. 북부에서 페인트공으로 일하다가, 공산당을 모방한 "동업자"(The Brotherhood)라는 단체와 교류하였다. 그는 자신을 정의를 내리는 데, 그 기구가 그에게 권력과 자유를 허락하지 않은 이유로 그 모든 단체들을 무시하였다.
엘리슨의 소설은 작가 자신이 상징주의, 아프리카계 미국인의 민속과 음악, 신화, 고전 문학을 통합하여 쓴 복잡한 작품이다. 책의 주제들 중의 하나는 백인주의 아메리카가 흑인들을 미국 사회의 평등한 부분으로 인정하지 않아, 흑인들은 보이지 않는다는 이야기를 담았다.
그는 에세이와 단편 소설의 두 편을 썼는데, <그림자와 활동> (1964)과 <영토로 향하며> (1986)이 그 작품들이다. 몇몇 그의 짧은 이야기들이 그의 사후 1996년에 발간된 <고향으로 날아가며>에 수집되었다.
1994년 4월 16일 뉴욕에서 췌장암으로 사망하였다.